# Erick Cabaco
Erick Cabaco, vollständiger Name Erick Cathriel Cabaco Almada, (* 19. April 1995 in Montevideo) ist ein uruguayischer Fußballspieler der aktuell bei Estoril Praia unter Vertrag steht.

## Karriere

### Verein
Der je nach Quellenlage 1,85 Meter oder 1,86 Meter große Defensivakteur Cabaco steht mindestens seit der Saison 2013/14 im Kader des uruguayischen Erstligisten Club Atlético Rentistas. In jener Spielzeit lief er dort in drei Erstligapartien auf und erzielte einen Treffer. In der Saison 2014/15 wurde er 19-mal (kein Tor) in der Primera División eingesetzt und kam zweimal (kein Tor) in der Copa Sudamericana 2014 zum Einsatz. In der Apertura 2015 folgten 14 weitere Erstligaeinsätze und zwei Tore. In den ersten Januartagen des Jahres 2016 wechselte er innerhalb der Liga zu Nacional Montevideo. Für die "Bolsos" absolvierte er sieben Erstligapartien (kein Tor) und eine Begegnung (kein Tor) in der Copa Libertadores 2016. Im August 2016 wurde er an den AS Nancy ausgeliehen. Bei den Franzosen kam er in der Saison 2016/17 20-mal (kein Tor) in Ligaspielen der Ersten und einmal (kein Tor) in der Zweiten Mannschaft zum Einsatz. Zudem wurde er je einmal im Ligapokal und im Coupe de France aufgestellt. Seit September 2017 steht er im Rahmen einer weiteren Ausleihe beim spanischen Erstligisten UD Levante im Kader, zuvor war er auch bei Bursaspor im Gespräch gewesen.

### Nationalmannschaft
| U-20-Länderspiele und Tore |      |            |            |          |                                              |   |                                   |        |                      |
| Nr. | Tore | Gesamttore | Datum      | Ergebnis | Gegner                                       |   | Austragungsort                    | Anlass | Bemerkungen          |
| 1 |      | 0          | 12.06.2014 | 2:1      | Paraguayische U-20-Fußballnationalmannschaft | A | Estadio La Arboleda, Rubio Ñu     |        | Startelf             |
| 2 |      | 0          | 04.08.2014 | 0:1      | Peruanische U-20-Fußballnationalmannschaft   | A | Estadio de Sporting Cristal, Lima |        | Startelf, Rote Karte |
| Quellen: - Spiel 1: La sub-20 le ganó a Paraguay (spanisch) auf auf.org.uy, abgerufen am 27. September 2014 - Spiel 2: Amistoso: Uruguay 0-1 Perú (sub20) (spanisch) auf auf.org.uy, abgerufen am 27. September 2014 |      |            |            |          |                                              |   |                                   |        |                      |

Cabaco war seit Mai 2014 Mitglied der von Trainer Fabián Coito betreuten uruguayischen U-20-Nationalmannschaft. Beim 2:1-Sieg gegen Paraguay am 12. Juni 2014 feierte er sein Debüt und stand in der Startelf. In der Folgezeit absolvierte er zudem das Länderspiel am 4. August 2014 gegen Peru, das für ihn vorzeitig mit Roter Karte endete, und die Partie gegen denselben Gegner am 24. September 2014. Er gehörte dem uruguayischen Aufgebot bei der U-20-Südamerikameisterschaft 2015 in Uruguay an. Mit dem Team belegte er den 3. Platz. Dies bedeutete die Qualifikation für die U-20-Weltmeisterschaft 2015. Auch bei diesem Turnier zählte er zum uruguayischen Kader. Insgesamt absolvierte er nach Verbandsangaben 25 U-20-Länderspiele und schoss zwei Tore, wobei nach den Verbandskriterien sowohl Partien der Celeste gegen Nationalmannschaften als auch gegen internationale Vereinsteams mitgezählt wurden.
Am 19. Mai 2015 wurde er von Trainer Fabián Coito zunächst für den vorläufigen Kader der U-22 bei den Panamerikanischen Spielen 2015 in Toronto nominiert. Schließlich gehörte er auch dem endgültigen Aufgebot an und gewann das Turnier mit der Celeste.

### Erfolge
- Goldmedaille Panamerikanische Spiele 2015